# أنتونيس فوتسيس
أنتونيس فوتسيس (باليونانية: Αντώνης Φώτσης)‏ مواليد 1 أبريل 1981 في ماروسي، أثينا، هو لاعب كرة سلة يوناني بدأ مسيرته الاحترافية في سنة 1996 حيث تم اختياره من قبل فريق ميمفيس غريزليس خلال الدرافت ويحمل الرقم 9. يبلغ طوله 6 قدم 10 بوصة (2.1 م). مثّل منتخب بلاده. شارك في مسابقة كرة السلة في الألعاب الأولمبية الصيفية.

## فرق لعب لها
- ميمفيس غريزليس
- ريال مدريد بالونكيستو
- أولمبيا ميلانو

## إحصائيات المسيرة

### الرابطة الوطنية لكرة السلة

#### الموسم الاعتيادي
| السنة   | الفريق         | لعب | بدأ | دقيقة | ميداني% | ثلاثية | حرة  | ارتداد | صنع | استلاب | تصدي | نقطة |
| ------- | -------------- | --- | --- | ----- | ------- | ------ | ---- | ------ | --- | ------ | ---- | ---- |
| 2001–02 | ميمفيس غريزليس | 28  | 1   | 11.4  | .404    | .304   | .850 | 2.2    | .4  | .3     | .4   | 3.9  |
| المسيرة |                | 28  | 1   | 11.4  | .404    | .304   | .850 | 2.2    | .4  | .3     | .4   | 3.9  |

## روابط خارجية
- أنتونيس فوتسيس على موقع الاتحاد الدولي لكرة السلة (الإنجليزية)
- أنتونيس فوتسيس على موقع الدوري الأوروبي لكرة السلة (الإنجليزية)
- أنتونيس فوتسيس على موقع إن بي أي (الإنجليزية)
- أنتونيس فوتسيس على موقع سبورتس رفرنس (الإنجليزية)
- أنتونيس فوتسيس على موقع الدوري الإسباني لكرة السلة (الإسبانية)
- أنتونيس فوتسيس على موقع كرة السلة الأوروبية.كوم (الإنجليزية)
- أنتونيس فوتسيس على موقع DraftExpress.com (الإنجليزية)
- أنتونيس فوتسيس على موقع ريلجم (الإنجليزية)
- أنتونيس فوتسيس على موقع بروبوليرز (الإنجليزية)
- أنتونيس فوتسيس على موقع سبورتس رفرنس (الإنجليزية)